# Légkörfizika
A légkörfizika vagy fizikai meteorológia a meteorológia részdiszciplínája, amely elsősorban a légkörben lezajló hang-, fény-, elektromos és radioaktív folyamatokkal, a felhők mikrofizikai sajátosságaival, a légkör és a talajfelszín közötti anyagátviteli törvényszerűségekkel foglalkozik. A kutatási módszertant tekintve kísérleti és elméleti légkörfizika egyaránt megkülönböztethető. Főbb szakterületei a légköri sugárzástan, légköri radiológia, légköri akusztika, légköri optika, légköri elektromosságtan és felhőfizika.
Természetesen nem húzható éles határ a légkörfizika és a meteorológia egyéb részterületei között. Korábban a légkörfizikához sorolták a légkör különböző fizikai folyamatainak és tulajdonságainak (csapadék, szél, hőmérséklet, légnyomás, páratartalom stb.) méréstudományi kérdéseit, ezek azonban a 20. század végétől már inkább a meteorológiai műszertan részterületéhez tartoznak. Ezen túlmenően a légköri sugárzásátviteli folyamatok (hang-, fényhatások stb.), illetve a felhő- és csapadékképződés megértése nem pusztán felületfizikai vizsgálatot igényel, hanem számos ponton érintkezik a légkörben lezajló kémiai, oldatkémiai változásokkal, azaz a levegőkémia területével. A légkörfizika kutatásának tárgya jellemzően a légkörnek csupán a talajfelszíntől 80 kilométeres magasságig terjedő része, a felső légkörben folyó fizikai vizsgálatok már a geofizika egyik részterületéhez, az aeronómiához tartoznak.

## Története
Az időjárási folyamatok látványos jelenségei, mint a villámlás iránti tudományos érdeklődés jelentette az első lépéseket a légkörfizika kialakulásához. Legkorábbi művelői közé tartozott Roger Bacon vagy Leonardo da Vinci, aki az ég kékes színére kereste a magyarázatot. A 17. században Robert Hook először vizsgált mikroszkóp alatt hókristályokat, Christiaan Huygens pedig kidolgozta a légköri optika első elméletét. A 18. században Benjamin Franklin kutatásai vitték közelebb az emberiséget a villámlás megértéséhez. Ezek az első légkörfizikai lépések a fizika tudományát is előrevitték, a könnyen tanulmányozható, de bonyolult légköri folyamatok vizsgálata a természettudományok más részterületei számára is tanulságokkal szolgáltak.
Magyarországon Schaffrath Lipót írt értekezést a légköri elektromosságról, a 19. századtól jelentős magyar légkörfizikusok voltak Friesenhof Gergely, Száva-Kováts József, Aujerszky László, Béll Béla, Flórián Endre és Dési Frigyes.